# De Avondshow met Arjen Lubach
De Avondshow met Arjen Lubach was een latenight satirisch nieuws- en praatprogramma van de VPRO op NPO 1 gepresenteerd door Arjen Lubach. Het programma was de opvolger van Zondag met Lubach.
Het programma werd iedere week van maandag tot en met donderdag tussen 17.30 en 19.30 uur opgenomen en rond 22.10 uur op dezelfde dag uitgezonden. In elke uitzending behandelde Lubach het dagelijkse nieuws op een satirische wijze. Het format had veel weg van Lubachs voormalige programma Zondag met Lubach en van Amerikaanse latenighttalkshows.
Het eerste seizoen van De Avondshow startte op 21 februari 2022. Het programma telde zes seizoenen, die gemaakt werden in het voor- en najaar van 2022, 2023 en 2024.
Op 30 mei 2024 werd bekend dat Lubach na tien jaar de VPRO ging verlaten. Hiermee kwam er ook een einde aan De Avondshow, die op 31 oktober 2024 zijn laatste uitzending uitzond. De dag erna maakte Lubach bekend dat hij een overstap zal maken naar RTL, waar hĳ zĳn nieuwe programma zal gaan presenteren genaamd Lubach. Zĳn nieuwe programma zal van start gaan op 24 maart 2025. Dat maakte Lubach zelf op donderdag 16 januari bekend op zĳn Instagram-account.

## Achtergrond
In maart 2021 was Arjen Lubach na dertien seizoenen gestopt met zijn satirische nieuwsprogramma Zondag met Lubach bij NPO 3. Het programma scoorde op zijn hoogtepunt rond de twee miljoen kijkers per aflevering. Lubach maakte in mei 2021 bekend dat een nieuw programma zou starten in 2022 bij de VPRO op NPO 1 met hetzelfde team als bij Zondag met Lubach. In een interview in oktober 2021 gaf Lubach aan dat hij ter voorbereiding in de leer was gegaan bij iemand die vijftien jaar lang uitvoerend producent van The Daily Show met Jon Stewart en Trevor Noah was. Hij stelde lang gedacht te hebben dat een dagelijks komisch nieuwsprogramma in Nederland onmogelijk zou zijn. Dat hij het nu wel aandurfde, schreef de presentator toe aan de toegenomen vaardigheid van hem en zijn redactie en de groei van het aantal online-kanalen, en de daardoor grotere hoeveelheid materiaal die voorhanden is. Om het programma dagelijks te kunnen maken werd behoorlijk geïnvesteerd in het team van ongeveer 25 medewerkers. Om vaardig te worden met het dagelijkse ritme begon het team achter De Avondshow in september 2021 met oefenen en het maken van proefuitzendingen.
Het eerste seizoen werd een week onderbroken met vier afleveringen van Avondshow Stand-ups, waarin elke aflevering twee stand-upcomedians aan het woord komen. Eind december 2023 keerde de vierdelige serie terug.

## Format
Een aflevering bestaat doorgaans uit de volgende delen:

### Monoloog
Lubach opent de monoloog en de aflevering standaard met de zin "Welkom bij De Avondshow, mijn naam is Arjen Lubach." In deze openingsmonoloog behandelt hij het nieuws van de dag op satirische wijze. Dit gebeurt afwisselend met koppen van nieuwsartikelen en bijbehorende video's. Soms is de monoloog in de vorm van een rubriek, soms met behulp van een video gemaakt door het team achter de show. De monoloog wordt staand gebracht en duurt gemiddeld circa 10 minuten.

### Intermezzo
Tussen de monoloog en het hoofdonderwerp wordt een humoristische korte video getoond. Dit moment dient als overgang tussen de monoloog en de verdieping. In het eerste seizoen werd dit segment aangeduid als 'de Avondshow presenteert', en was de omschrijving hierbij passend aan de video. In het tweede seizoen kreeg het segment de vorm van een Top 36 (met muziek van Andrew Bird), waarbij in elke aflevering een positie wordt afgeteld. In het derde en vierde seizoen is het intermezzo 'de Avondshow wordt mede mogelijk gemaakt door', in de vorm van een fictief reclamefragment. In het vijfde seizoen is het intermezzo 'AI of Kamerlid', waarbij een foto van een persoon wordt getoond en men vervolgens moet raden of deze een Tweede Kamerlid is of gegenereerd is met kunstmatige intelligentie. In het zesde seizoen is het intermezzo 'wie heeft dit gezegd?' waarbij er een uitspraak wordt getoond met drie mensen die dit gezegd kunnen hebben. Daarna wordt er een kort fragment getoond waarbij de persoon die het was, die uitspraak doet.

### Verdieping (hoofdonderwerp)
Lubach neemt plaats achter zijn desk en bespreekt hier het hoofdonderwerp van de uitzending, dat altijd met de actualiteit te maken heeft, maar langlopend en complex is. Daarbij wordt dieper op het onderwerp ingegaan dan in de monoloog het geval is. Hier leveren regelmatig personen die ook achter de schermen van het programma werken een bijdrage in de vorm van een gastrol. Het format is regelmatig in de vorm van rubrieken. Het programma maakt hierbij veelvuldig gebruik van speciale effecten, waarin animaties over het beeld heen geprojecteerd worden. Kenmerkend zijn de illustraties linksboven in beeld ter verduidelijking van de onderwerpen die besproken worden, die ook veel te zien waren in Zondag met Lubach en zijn geïnspireerd op de vele Amerikaanse latenightprogramma's. Het totale segment duurt gemiddeld circa tien minuten.

### Interview
De show sluit regelmatig af met een interview van een beroemdheid van buiten het programma. Lubach stelt voor het interview de gast voor door middel van een vaak humoristische omschrijving en/of filmpje. Deze interviews duren over het algemeen vijf tot tien minuten. Wanneer er geen gast is wordt deze tijd benut voor een langer of extra hoofdonderwerp. Hij sluit af met "Jullie [publiek] bedankt voor het komen, jullie [kijkers] bedankt voor het kijken. Dit was de avond, op naar de morgen/de maandag!"

## Terugkerende rubrieken
Zittend vanachter zijn desk brengt Lubach het hoofdonderwerp van de aflevering. Dit is regelmatig met een gast die ook werkzaam is achter de schermen van het programma. Meestal wordt het hoofdonderwerp vormgegeven door een rubriek. Enkele rubrieken hebben vaste dagen waarop ze langskomen, evenals vaste gasten. De volgende rubrieken komen terugkerend aan bod, in volgorde van frequentie:
- En Nou is het Afgelopen, waarin Lubach zich negatief uitlaat over een actueel nieuwsonderwerp (seizoen 1-6).
- Twistgesprek (met Tex en Jonathan), waarin Tex de Wit en Jonathan van het Reve twee verschillende kanten van een discussie belichten, vaak vanaf een vreemde locatie.
- Sport Studio, waarin aandacht wordt besteed aan sportnieuws van het afgelopen weekend. Vaste gast is Diederik Smit (als analyticus of redacteur sport), die altijd begint met een vreemde eerste zin. De rubriek komt iedere maandag terug (seizoen 1-6).
- Tot Op De Bodem, waarin diep wordt ingegaan op een langlopend nieuwsonderwerp d.m.v. onderzoek, een aantal keren met verslaggevers als gastrollen (seizoen 1-6).
- Dossierkennis, vergelijkbaar met Tot Op De Bodem onder het mom van het duiken in een fysiek "dossier" dat Lubach van buiten beeld aangereikt krijgt. De rubriek komt voornamelijk op een aantal woensdagen terug (seizoen 1-6).
- Reisbureau, waarin aandacht wordt besteed aan problematiek in een specifiek land (seizoen 1-6).
- Kijkersvragen, waarin Lubach zogenaamde ingestuurde vragen van "kijkers" beantwoordt, die alle vaak betrekking hebben op één actueel nieuwsonderwerp. De rubriek komt voornamelijk op een aantal donderdagen terug. Vaste gast is Jonathan van het Reve (als ethisch/diplomatiek deskundige op het gebied van het onderwerp). In totaal kwam deze rubriek veertien keer voorbij (seizoen 1-6).
- Geopolitiek Dynamiek Rubriek, waarin Lubach achtergrond geeft bij kwesties die internationaal spelen, en op meerdere landen betrekking hebben (seizoen 1-6)
- Ancient History of The Earth: Stories of Human Kind, de geschiedenisrubriek die in seizoen 4 eenmalig voorbijkwam, nl. toen het Israël-Palestinaconflict ermee werd uitgelegd.
- Bezorgde Boomers, de rubriek waarin boomers (babyboomers) hun zorgen uiten over moderne ontwikkelingen door een videoboodschap in te sturen, die altijd onderbroken wordt. De rubriek kwam voor het eerst in seizoen 2 voorbij (en terug in seizoen 5).
- Campagne Lasagne, een rubriek die overgenomen is uit Zondag met Lubach, waarin de verkiezingscampagne onder de loep wordt genomen (seizoen 4).
- Profielportret (proudly sponsored by Beekman Natuurhuisjes), waarin Lubach een bekend persoon in meer diepgang bespreekt, en afsluit met de vraag met "Zou ik met deze persoon in een Beekman natuurhuisje willen zitten?".
- Hoe gaat'ie met de formatie?, een rubriek waarin de actualiteit rond de kabinetsformatie van 2024 wordt besproken. De intro van deze rubriek is in aflevering 39 verlengd tot een volledig muzieknummer (seizoen 5).
- Arjens Kutleven, een rubriek waarin Lubach het heeft over zijn persoonlijke problemen (zoals e-mails na een bestelling, antropomorfiseren van het weer), vergelijkbaar met En Nou is het Afgelopen.

## Muziek
Naast muzikale gasten die geïnterviewd worden en zelf optreden, heeft het Avondshow-team ook muziek gemaakt, al dan niet met bijbehorende videoclip en gastrollen. Deze worden in het programma getoond:
- Vrijdagavond Avondshow ft. Kraantje Pappie
uitgebracht op vrijdag 11 maart 2022
(seizoen 1, aflevering 12)
- Volgend jaar bij ons ft. Alex Ploeg
uitgebracht op vrijdag 6 mei 2022
(seizoen 1, aflevering 40)
- Verder naar rechts / Weiter nach rechts ft. Jan Böhmermann
uitgebracht op donderdag 7 maart 2024
(seizoen 5, aflevering 28)
- Hoe gaat'ie met de formatie?
volledige versie uitgebracht op donderdag 28 maart 2024
(seizoen 5, aflevering 39)

De themasong die voor de show werd gebruikt, was Roma Fade van Andrew Bird.

## Geheugenmemory
Tevens speelde Lubach elke aflevering van de seizoenen 1 en 2 een spel Geheugenmemory met de geïnterviewde gast. Dit is geen onderdeel van de aflevering zelf, en is exclusief te bekijken op NPO Start. Tijdens dit onderdeel liggen 12 kaarten op tafel, waarvan elke is voorzien van één vraag. Elke vraag komt op exact twee kaarten voor. In totaal zitten er dus zes vragen in het spel. Deze vragen zijn aangepast voor de geïnterviewde gast, en zijn soms ongemakkelijk of grappig voor de gast om te beantwoorden. Het spel werkt net zoals memory, waarbij spelers afwisselend twee willekeurige kaarten mogen omdraaien. Wanneer Arjen Lubach twee dezelfde vragen omdraait, mag hij deze vraag stellen en moet de gast de vraag beantwoorden. Wanneer de gast twee dezelfde vragen omdraait, mag deze de kaarten wegleggen en hoeven ze niet beantwoord te worden. Lubach start het spel met de woorden "NPO, start!", waarbij hij grapt dat hij dit contractueel verplicht is. Sinds seizoen 3 van De Avondshow is Geheugenmemory op NPO Start vervangen door een wekelijkse compilatie van de beste items van die week.

## Sociale media
De Avondshow gebruikt naast televisie ook sociale media om teasers te tonen van de komende aflevering. Soms wordt ook verder vooruitgeblikt, bijvoorbeeld als het gaat over een (muzikale) gast. Het programma is actief op Twitter, Instagram en YouTube.

### YouTube-kanalen
De Avondshow met Arjen Lubach heeft een gelijknamig YouTubekanaal waarop de afleveringen in een drietal fragmenten worden geüpload. Deze video's worden regelmatig honderdduizenden keren bekeken. Het kanaal is hetzelfde kanaal als dat van Zondag met Lubach, dat na het aankondigen van het eerste seizoen van De Avondshow veranderd was van naam en profielfoto, maar met behoud van abonnees en bestaande Zondag met Lubach-fragmenten. In november 2023 had dit kanaal 810 duizend abonnees en ongeveer 510 miljoen weergaven.

#### Backstage-vlog
De backstage-vlog van De Avondshow wordt gemaakt door Martine de Jong (artdirector van De Avondshow). Deze wordt iedere zondag, na afloop van een opnameweek, op haar YouTubekanaal '10e' geplaatst.

## Specials
Tijdens het derde seizoen kwam Lubach op woensdag 15 maart 2023 met een speciale uitzending. Deze aflevering werd, in plaats van op NPO 1, live op NPO 3 uitgezonden, onder de titel De Uitslagenavondshow. Het is de enige keer dat de Avondshow een live-uitzending had op het standaard tijdsslot. Deze uitzending stond volledig in het thema van de (uitslagen van de) Provinciale Statenverkiezingen van 2023. Meerdere schrijvers van het team achter de Avondshow waren te gast als correspondent, naast regelmatig terugkerende correspondenten Tex de Wit en Diederik Smit.
Tijdens het vijfde seizoen kwam Lubach op donderdag 29 februari 2024 met een extra uitzending in het middaguur. Deze aflevering werd uitgezonden onder de naam De Middag/Avondshow met Arjen Lubach LIVE. In deze speciale aflevering was Joost Klein te gast en bracht hij eindelijk Europapa uit, met bijbehorende videoclip. Europapa werd de Nederlandse inzending voor het Eurovisie Songfestival van dat jaar.

## Seizoensoverzicht
| Seizoen | Tijdslot                                | Aantal afleveringen | Start seizoen    | Einde seizoen   |
| ------- | --------------------------------------- | ------------------- | ---------------- | --------------- |
| 1       | Maandag t/m donderdag 22:10 – 22:40 uur | 40                  | 21 februari 2022 | 6 mei 2022      |
| 2       | Maandag t/m donderdag 22:10 – 22:40 uur | 36                  | 5 september 2022 | 3 november 2022 |
| 3       | Maandag t/m donderdag 22:10 – 22:40 uur | 40                  | 23 januari 2023  | 30 maart 2023   |
| 4       | Maandag t/m donderdag 22:10 – 22:40 uur | 35                  | 4 september 2023 | 2 november 2023 |
| 5       | Maandag t/m donderdag 22:10 – 22:40 uur | 40                  | 22 januari 2024  | 28 maart 2024   |
| 6       | Maandag t/m donderdag 22:10 – 22:40 uur | 36                  | 2 september 2024 | 31 oktober 2024 |

## Ontvangst

### Kijkcijfers
De nieuwsshow begon het eerste seizoen met 1,91 miljoen kijkers (34% marktaandeel), hoger dan de cijfers waarmee Zondag met Lubach afsloot. Veelal scoorden afleveringen tussen 0,95 en 1,3 miljoen lineaire kijkers. Inclusief uitgesteld kijken liep het aantal kijkers op tot veelal tussen 1,1 en 1,5 miljoen (22-31% marktaandeel). Bijna elke aflevering versloeg het programma alle andere talkshows. Alle shows belandden in de top 8 van de Dag Top 25; daarin stond het programma veelal tussen plek 2 en 6, met als hoogtepunt vier keer op de 2e positie. Het programma werd tegelijk uitgezonden met andere dagelijkse talkshows van RTL 4 (Jinek, Beau) en SBS6 (Vandaag Inside). Het was op uitzenddagen gemiddeld het op een na meest bekeken dagelijkse programma na het NOS Journaal 20.00 uur. Daarmee was De Avondshow gedurende het eerste seizoen de populairste dagelijkse talkshow.
Het tweede seizoen trok gemiddeld zo'n 900.000 kijkers (marktaandeel 22,3%), inclusief uitgesteld kijken in de week erna kwamen de kijkcijfers uit op ruim 1,1 miljoen per aflevering. Het derde seizoen trok gemiddeld net iets meer dan 1 miljoen livekijkers.
De Avondshow kan in plaats van op televisie of NPO Start ook via YouTube worden teruggekeken, waarop de afleveringen in meestal drie delen worden geknipt.

### Recensies
De première van De Avondshow met Arjen Lubach kreeg in het algemeen overwegend positieve reviews. De Volkskrant noemde het programma "een aanwinst" maar vond wel dat het programma "het niveau van de voorganger Zondag met Lubach niet gaat halen". De krant roemde het journalistieke onderzoek en analyses achter de besproken nieuwsonderwerpen, evenals de aanwezige humor, maar was negatief over het gebrek aan spontaniteit in de interviews. Op sociale media waren dezelfde positieve geluiden te horen, evenals dat kijkers zich ergerden aan het lachende publiek en dat Lubach nog zijn draai moest vinden in het programma. Het Parool en De Telegraaf prezen de gedurfde en rake grappen en opmerkingen over gevoelige onderwerpen. Het NRC prees het "vlijmscherpe item" over de NOS, maar het interview was volgens de krant van een niveau "waarvan je verwacht dat Lubach er de draak mee steekt" en liet zien dat de presentator zijn eigen onervarenheid als interviewer ermee aanstipte. Ook was de krant zeer positief over het optreden van Tex de Wit, en concludeerde dat de grootste winst van het programma ten opzichte van voorganger Zondag met Lubach was dat het nu vier keer zo vaak wordt uitgezonden.